# Fractioneel bankieren
Fractional-reserve banking (fractioneel bankieren) is het gebruik waarbij commerciële banken slechts een deel van de hun toevertrouwde middelen in direct beschikbare vorm aanhouden, en het overgrote deel van de middelen uitlenen, ongeacht hun verplichting om de hun toevertrouwde middelen, voor zover deze direct opeisbaar zijn, op eerste verzoek terug te betalen. Er is dus slechts een fractie van het uitgeleende geld gedekt; de verhouding van uitgeleend geld tot de reserve van de bank heet de basisgeldmultiplicator of -multiplier. 
Het gaat hierbij om de direct opvraagbare tegoeden (dus verplichtingen van de bank). Dit zijn in hoofdzaak:
- de tegoeden van rekeninghouders in rekening courant (de creditsaldi op betaalrekeningen)
- de tegoeden op direct opvraagbare spaarrekeningen van rekeninghouders (dus niet de tegoeden op termijndeposito's)
- de door de bank aangetrokken daggeldleningen (leningen die tussen banken onderling verstrekt worden met een looptijd van slechts één dag, voor bedragen van tientallen tot honderden miljoenen euro's).

De dekking van deze tegoeden van banken aan anderen bestaat voor een klein deel uit fysiek geld dat de bank in kas houdt, maar voor het overgrote gedeelte uit reserves die de commerciële banken aanhouden bij centrale banken.
Fractioneel bankieren is een verklaring voor het fenomeen van geldschepping: de centrale bank schept in deze visie een hoeveelheid basisgeld B (bestaande uit chartaal geld en reserves van de commerciële banken), waarop de commerciële banken een hoeveelheid geld kunnen uitlenen gelijk aan B·M, waarbij M de multiplicator is. Met andere woorden kunnen de commerciële banken op eigen initiatief een geldhoeveelheid B·(M-1) in omloop brengen. Centrale banken zijn echter een nieuwere uitvinding dan fractioneel bankieren, dat ook zonder centrale bank kan plaatsvinden als de bankreserves uit edelmetaal bestaan.
Hoewel fractioneel bankieren vaak wordt voorgesteld als dé manier waarop in een moderne economie geldschepping plaatsvindt, is dit volgens verschillende economen een te simpele voorstelling van zaken.

## Ontstaan

### Goudsmeden
Fractioneel bankieren vindt zijn oorsprong in de activiteiten van zeventiende-eeuwse goudsmeden. Dezen traden onder meer op als bewaarders van goud en andere edelmetalen (in de vorm van munten met een vaste waarde), waarvoor zij ontvangstbewijzen afgaven. Uiteraard waren ze verplicht om dat goud, zodra hen dat verzocht werd, terug te geven. In de praktijk werden echter niet alle munten tegelijkertijd opgevraagd: er was steeds een voorraad munten in de kluizen van de goudsmeden aanwezig. 
Doordat men voldoende vertrouwen had dat een goudsmid op eerste verzoek inderdaad die munten terug zou geven, gingen de ontvangstbewijzen als een ruilmiddel fungeren: handelaren betaalden door de overdracht van het ontvangstbewijs; de nieuwe houder ervan vertrouwde erop dat hij de hoeveelheid muntgeld die op het ontvangstbewijs vermeld was, zou ontvangen. De goudsmeden hadden echter een hoeveelheid munten in hun kluizen die ze (tegen rente) konden uitlenen aan derden. Dat kon niet onbeperkt: er moest altijd een zeker deel van de toevertrouwde munten in de kluis gehouden worden om aan verzoeken tot teruggave te kunnen voldoen. 
Ca. 1670 voerden de Londense goudsmeden een innovatie in die van deze ontvangstbewijzen volwaardig geld maakten: ze stelden deze niet meer op naam, maar verstrekten de waarde aan toonder, zodat ze volledig vervangbaar werden en gingen fungeren als papiergeld.

### Fysiek geld en papieren geld
Essentieel in dit proces was het ontstaan van geld in andere vorm dan edelmetalen. In de vroege vorm had geld slechts de vorm van munten met een vaste hoeveelheid edelmetaal. Er kon niet meer geld in omloop zijn dan de hoeveelheid munten, en zolang de munten die voorgeschreven hoeveelheid edelmetaal bevatten, was de geldhoeveelheid gelijk aan die hoeveelheid maal het aantal munten. 
Fysiek geld heeft echter nadelen, zoals het risico van verlies en diefstal, en de noodzaak om het bij het doen van betalingen fysiek te verplaatsen. Naarmate de internationale handel toenam, werd dit als een groter nadeel ervaren. De mogelijkheid om betalingen te verrichten door het overdragen van vorderingen - waarbij uiteraard de kwaliteit van de vordering van belang was! - vormde een belangrijke stimulans om over te gaan op dergelijke vormen van papiergeld.

### Toename van de geldhoeveelheid
Op de hierboven omschreven wijze kwam er meer geld in omloop. Oorspronkelijk was er de hoeveelheid munten die aan de goudsmid in bewaring was gegeven (stel 100 eenheden), na deze transacties waren er 100 eenheden in de vorm van de ontvangstbewijzen die als geld waren gaan fungeren, alsmede (bijvoorbeeld) 80 eenheden in de vorm van de door de goudsmid uitgeleende munten. (Hier is uitgegaan van een percentage van 20% dat als reserve werd aangehouden.) In totaal was de geldhoeveelheid gestegen van 100 tot 180. Vervolgens kon de lener van die 80 eenheden aan munten ze wederom bij een andere goudsmid in bewaring geven, die daarvoor eveneens een ontvangstbewijs afgaf. Ook deze goudsmid kon weer een deel van die munten uitlenen: bij eenzelfde reserve-percentage 80% van 80 eenheden, ofwel 64 eenheden. Na deze transactie was de geldhoeveelheid gestegen van 180 tot 244. 
Hetzelfde proces kon, bij meerdere partijen, herhaald worden. Op die wijze nam de geldhoeveelheid steeds toe, totdat, bij een reserve-percentage van 20%, de geldhoeveelheid van 100 eenheden is toegenomen tot een maximum van 500 eenheden. (In de praktijk zouden die 500 eenheden niet bereikt worden, aangezien niet iedereen zijn geld wederom volledig bij een goudsmid zou deponeren.)

### Risico's
Aan dit proces waren risico's verbonden. De houders van ontvangstbewijzen hadden een recht op ontvangst van de hoeveelheid munten die blijkens het ontvangstbewijs in de kluis van de goudsmid aanwezig zou moeten zijn. Het was echter algemeen bekend dat er nooit zoveel munten in de kluis lagen als er in totaal op de door die goudsmid uitgegeven ontvangsbewijzen vermeld stond. Tevens was bekend dat die goudsmid leningen verstrekt had aan anderen. Zodra er twijfel ontstond over de vraag of die leningen wel (aan de goudsmid) terugbetaald zouden worden, zou iedere houder van een ontvangstbewijs zijn munten terug willen hebben. Op enig moment zou de kluis van de goudsmid leeg zijn, zodat het, bij het ontstaan van twijfel, zaak was om er snel bij te zijn. Dit leidde tot een zelfversterkend effect, en hiermee ontstond de klassieke "bankrun".

## Huidige toepassing
Vrijwel iedere bank leent aanzienlijk meer uit dan hij in contanten in de kluizen en in de balies van de kaskantoren aanwezig heeft, en hij aan daggeldleningen aan andere banken heeft uitgeleend. Essentieel in de bedrijfsvoering van een bank is het lenen van geld tegen een zo laag mogelijke rente en het uitlenen van geld tegen een zo hoog mogelijke rente. (Volledigheidshalve wordt opgemerkt dat banken ook een veelheid aan andere activiteiten ontplooien.) 
Het hierboven genoemde risico is echter nog steeds aanwezig: essentieel is de aanwezigheid van het vertrouwen van diegenen die een bank hun (direct opvraagbare) geld hebben toevertrouwd dat die bank in staat zal zijn hun dat geld op eerste verzoek terug te betalen. Indien dat vertrouwen afneemt bestaat er een concrete kans dat men zo snel mogelijk -voordat de andere rekeninghouders dat doen- zijn geld zal willen terughalen. 
Dit speelt des te sterker naarmate er meer gebruik wordt gemaakt van elektronisch bankieren: in theorie zou via internet in enkele seconden tot minuten het geld opgenomen kunnen zijn, in de vorm van een opdracht tot overboeking naar een andere bank. Er is dan sprake van het inruilen van een vordering op bank X in een vordering op de wel betrouwbaar geachte bank Y. Bij het in contanten opnemen van geld is er, theoretisch, sprake van het verkrijgen van een vordering op de centrale bank die de bankbiljetten in die valuta uitgeeft, zoals de Europese Centrale Bank, de Federal Reserve of de Bank of England. Overigens zijn die bankbiljetten tegenwoordig niet meer bij een centrale bank inwisselbaar voor goud omdat goud geen rol meer speelt in het moderne geldverkeer. Een vordering op de centrale bank in de vorm van contant geld vertegenwoordigt geen hoeveelheid edelmetaal maar ontleent zijn waarde aan het vertrouwen dat het als betaalmiddel voor goederen en diensten geaccepteerd zal worden.
De kredietcrisis heeft een aantal bank runs te zien gegeven, waarbij soms de "klassieke" vorm van de "rij voor de deur" zichtbaar was, zoals bij de Britse bank Northern Rock. De "digitale" vorm, waarbij de rekeninghouders via internet hun geld opnamen (althans, dat trachtten te doen), speelde zich onder meer af bij de Amerikaanse bank Washington Mutual en de Nederlandse DSB Bank.

### Risicobeperking
De risico's van fractional-reserve banking kunnen zeer aanzienlijk zijn. Niet alleen kan een bank run leiden tot de ondergang van ook een omvangrijke bank, ook bestaat de kans op systeemrisico. De ondergang van bank A kan leiden tot twijfels omtrent de betrouwbaarheid van andere banken, zodat rekeninghouders van die banken "het zekere voor het onzekere nemen" en ook daar hun geld opnemen. 
Om dit risico te beperken zijn diverse maatregelen mogelijk. Ten eerste worden minimumeisen gesteld aan de hoeveelheid geld dat in de kas van de bank aanwezig moet zijn (plus de hierboven genoemde daggeldleningen), gerelateerd aan de direct opvraagbare tegoeden. Centrale banken kunnen ook het bankwezen voorschrijven om een percentage van hun liquiditeiten aan te houden in de vorm van deposito's bij de centrale bank. (Dit middel kan ook worden ingezet in het kader van het algemene conjuncturele beleid.) De Chinese centrale bank verhoogde in december 2009, januari 2010 en februari 2010 driemaal het hiervoor gehanteerde percentage met telkens 0,5% tot 16,5% voor grote banken en 14,5% voor kleine banken. Begin mei 2010 verhoogde China de reserve requirements nogmaals, met 0,50%, evenals in januari en maart 2011. In november 2011 kwam aan deze reeks van verhogingen een eind, met een verlaging van 0,50% per 5 december: hoewel geen reden werd opgegeven werd algemeen aangenomen dat men een afkoeling van de conjunctuur wilde voorkomen. Verder zullen banken leenfaciliteiten bij andere banken overeenkomen, alsmede bij de centrale bank. Tevens hebben de systeembanken nu de verplichting om een gecontroleerd faillissement in een plan te verwerken dat uitgevoerd kan worden indien nodig.
Een belangrijke vorm van veiligheid wordt gevormd door depositogaranties: toezeggingen van een betrouwbaar geachte partij (in Nederland DNB, in de Verenigde Staten de Federal Deposit Insurance Corporation) dat in geval van een faillissement van een bank rekeninghouders (onder voorwaarden, en meestal tot een bepaald maximum) schadeloos gesteld zullen worden. Hiermee poogt men een bank run te voorkomen. Of dat zal slagen, zal echter niet bij voorbaat gegarandeerd kunnen worden. De ervaring leert dat dit niet steeds het geval is: zie hierboven genoemde banken. 
Volledigheidshalve wordt er op gewezen dat de hier genoemde minimumreserve-eisen niet verward mogen worden met de minimumkapitaalseisen die tevens aan banken gesteld worden. Die hebben betrekking op de solvabiliteit van een bank (het vermogen om op lange termijn aan alle verplichtingen te voldoen), niet op diens liquiditeit (het vermogen om nu aan (uitsluitend) de direct opeisbare verplichtingen te voldoen).

## Fractional-reserve banking en de kredietcrisis
Naar aanleiding van de ervaringen, opgedaan tijdens de kredietcrisis, bleek dat diverse grote Amerikaanse banken daarna een groter deel van hun activa aanhielden in de vorm van liquiditeiten, hoewel het rendement daarop aanzienlijk lager was dan op andere beleggingen.

## Macro-economische effecten van geldschepping
In de economische wetenschap wordt zeer verschillend gedacht over de effecten van deze geldschepping op de macro-economie als geheel en daarmee over de merites van dit fenomeen. Voorstanders wijzen op de versoepeling van de beschikbaarheid van krediet als gevolg van deze geldschepping, wat een stimulerend effect op de conjunctuur heeft. Tegenstanders, die met name te vinden zijn bij de aanhangers van de Oostenrijkse School, wijzen op de instabiliteit van het financiële stelsel die als gevolg van deze geldschepping ontstaat. Tevens zijn zij van mening dat, omdat krediet te gemakkelijk verkregen wordt, de prijs van krediet te laag is, waardoor te lichtvaardig op krediet goederen gekocht worden. Dit leidt, alsdus deze school, tot het vrijwel onvermijdelijk periodiek ontstaan van "asset bubbles" (zeepbellen): situaties waarbij met te goedkoop geleend geld voor te hoge prijzen goederen gekocht worden, waarvan de waarde na verloop van tijd onvermijdelijk sterk daalt. Het gevolg daarvan is dan dat de eigenaren van die goederen niet in staat zijn om door verkoop van die goederen aan voldoende liquiditeiten te komen om die leningen terug te betalen. Aanhangers van deze school wijzen hierbij op de Dotcom-zeepbel en de huizen-zeepbel in de VS, die ten grondslag lag aan de kredietcrisis. 
Ten slotte stelt de Oostenrijkse School dat geldschepping, zoals bij fractional-reserve banking gebeurt, zelf inflatie is en onvermijdelijk leidt tot onder meer hogere prijzen (die de Oostenrijkse School dus niet als inflatie ziet, maar als gevolg daarvan) en een economische conjunctuurgolf. Slechts een terugkeer tot de goudstandaard kan deze verschijnselen uitbannen. Tot de economen die ervoor gepleit hebben dat het geld in omloop volledig gedekt zou zijn door edelmetalen, behoren onder meer Ricardo (1820), Walras (1892), von Mises (1928), Rothbard (1962) en De Soto (1998).
Een andere groep tegenstanders van fractioneel bankieren keert zich eveneens tegen de geldscheppende rol van private banken, maar ziet de oplossing in het onder publieke controle brengen van de gelduitgifte. In deze zienswijze is het de centrale bank die de hoeveelheid fiatgeld in omloop bepaalt en zijn de private banken verplicht om te voorzien in een volledige reservedekking van deposito's tegen dit fiatgeld (full reserve banking). Dit standpunt werd onder meer verdedigd tijdens de Grote Depressie door een aantal vooraanstaande Amerikaanse macro-economen. Hun voorstel, dat bekend werd onder de naam "Chicago Plan", kreeg de steun van Irving Fisher in zijn boek 100% Money, maar werd uiteindelijk niet doorgevoerd. Ook Maurice Allais formuleerde gelijkaardige voorstellen in Frankrijk. Met de jongste schuldencrisis (begonnen in 2007) is er een markante heropleving van de interesse in deze ideeën. Jaromir Benes en Michael Kumhof wijdden er een interim-rapport aan. In diverse landen bestaan er organisaties die ijveren voor het vervangen van fractionele door volledige dekking: AMI in de Verenigde Staten, NEF in het Verenigd Koninkrijk met zijn Positive Money-voorstel, de Monetative-vereniging in Duitsland, de stichting Ons Geld in Nederland enz.
Een derde stroming gaat de andere richting uit en wil volledig af van elke reservevereiste, zelfs fractioneel. In deze bijzondere vorm van free banking, die vooral aanhang kreeg onder impuls van von Hayek's paper Denationalization of Money (1977), drukken de banken zelf geld. De stabiliteit van deze private munten zou niet berusten op edelmetalen noch op overheidsfiat, maar op de concurrentie die de banken ertoe zou aanzetten om een evenwicht na te streven tussen appreciatie en depreciatie.